# Rochelle Costi
Rochelle Costi (Caxias do Sul, Rio Grande do Sul 1961 - São Paulo, São Paulo 26 de novembro de 2022) foi uma fotógrafa e artista plástica brasileira. Sua arte era conhecida por valorizar objetos e instalações cotidianas sob um olhar próprio.

## Biografia e Carreira
Originária de Caxias do Sul, onde nasceu em 1961, estudou Comunicação Social na Pontifícia Universidade Católica de Porto Alegre, tendo se formado em 1981. Pouco depois começou a se dedicar à fotografia de expressão pessoal, caracterizada pela acumulação de objetos e pelas composições em série, em trabalhos que extrapolam os limites da linguagem estritamente fotográfica para dialogar com outros meios de expressão artística. Ela passou por uma cirurgia nos olhos aos três anos de idade, precisando fazer diversos exercícios óticos para reconstruir sua visão do mundo.
Em 1982 passou uma temporada em Belo Horizonte, frequentando a Escola Guignard e cursos fotográficos pioneiros na Universidade Federal de Minas Gerais. Durante os anos de 1991 e 1992 viveu em Londres, estudando na Saint Martin School e na Camera Work. Desde então, firmou-se como uma das mais importantes figuras da fotografia brasileira contemporânea, com participação destacada em importantes mostras nacionais e internacionais, tais como: Quadrienal de Fotografia do Museu de Arte Moderna de São Paulo (1985); A Paixão do Olhar, no Museu de Arte Moderna do Rio de Janeiro (1993); Fotografia Contaminada, no Centro Cultural São Paulo (1994); Novas Travessias: New Directions In Brazilian Photography, na Photographers Gallery (Londres, Inglaterra, 1995); Sampa, no Stedelijik Museum (Amsterdã, Holanda, 1996); e VI Bienal de La Habana (Cuba, 1997). Ganhou o Prêmio Marc Ferrez da Funarte em 1997 e a bolsa Vitae de Artes em 2000.

## Morte
Rochelle Costi morreu em São Paulo no dia 26 de novembro de 2022, aos 61 anos. Segundo a SSP-SP (Secretaria de Segurança Pública) artista chegou a ser socorrida para o Hospital das Clínicas, mas não resistiu aos ferimentos. 